# 13 Tzameti
13 Tzameti es una película franco-georgiana de suspenso de 2005, dirigida por Géla Babluani y protagonizada por Georges Babluani, Aurélien Recoing, Pascal Bongard y Fred Ulysse. Se estrenó en Francia el 8 de febrero de 2006 y actualmente es considera como una película de culto.
La película, rodada en blanco y negro, narra la historia de Sébastian, un trabajador inmigrante desempleado que se introduce sin saberlo en un oscuro mundo de apuestas y mucho dinero creado alrededor de un peligroso juego. La película fue muy bien recibida por la crítica y ha ganado varios premios y nominaciones en diferentes festivales como el Festival Internacional de Cine de Venecia, el Festival de Sundance o el Festival internacional de cine de Transilvania.
Se realizó un remake estadounidense interpretado por Mickey Rourke, 50 Cent, Jason Statham y Alexander Skarsgård entre otros, y dirigida por el propio Géla Babluani.

## Sinopsis
Después de morir el dueño de una casa en la que Sébastian está trabajando, este recupera un sobre en el que se ofrece la posibilidad de ganar mucho dinero apostando la propia vida y decide presentarse en lugar de su destinatario.

## Reparto
- Georges Babluani - Sébastien
- Aurélien Recoing - Jacky
- Pascal Bongard - Maestro de ceremonias
- Fred Ulysse - Alain
- Nicolas Pignon - Romain
- Vania Vilers - Schloendorf
- Christophe Vandevelde - Ludo
- Olga Legrand - Christine Godon
- Augustin Legrand - José
- Jo Prestia - Pierre Bléreau
- Philippe Passon - Jean-François Godon
- Didier Ferrari - Inspector

## Recepción
Por parte de la crítica especializada las reseñas son la mayoría positivas, aunque dejan notar que la inexperiencia del director puede verse en la realización de la misma, también mencionan el bajo presupuesto de la cinta. Alaban la trama y la manera de contarla, así como la opción estética del blanco y negro. En cuanto a la nota de los usuarios, todas sobrepasan el aprobado, siendo la más alta la del sitio de habla inglesa Rotten tomatoes, otorgándole un 3.9/5 (7.9/10). Ha ganado varios premios y nominaciones en diferentes festivales como el Festival Internacional de Cine de Venecia, el Festival de Sundance, o el Festival internacional de cine de Transilvania.

### Crítica especializada
| Crítica especializada  | Crítica especializada                      |
| ---------------------- | ------------------------------------------ |
| Publicación            | Calificación                               |
| La Butaca              | [ 2 ]                                      |
| La Butaca              | [ 3 ]                                      |
| Precríticas            | [ 4 ]                                      |
| Precríticas            | [ 5 ]                                      |
| Rotten tomatoes        | [ 6 ]                                      |
| Media de críticas      |                                            |
| Rotten tomatoes        | 84%, de 67 (59 positivas) y (11 negativas) |
| Puntuación de usuarios |                                            |
| Filmaffinity           | [ 7 ]                                      |
| Imdb                   | [ 8 ]                                      |
| Rotten tomatoes        | [ 6 ]                                      |

Miguel Á. Delgado de La Butaca.com otorga a la película cuatro de cinco estrellas diciendo de ellas que en otras manos podría haberse tornado una película sangrienta, pero que dirigida por Géla Babluani «se nos aparece como un ejercicio clásico, retro incluso,» no solo por estar rodada en blanco y negro «sino por la opción por una estética que, a pesar de estar ambientada en nuestros días, parece remitirnos continuamente a las cintas policíacas francesas de los Melville y compañía», alejándose así de la velocidad a la que discurren los suspenses actuales. En cuanto al director, según Delgado tras ver la película puede verse a un «realizador con pulso firme» con una «idea afortunada de guion» no muy original pero aprovechada en su desarrollo. En la misma página web una crítica de Leandro Marques le da cuatro sobre cinco estrellas y en ella comenta la habilidad del director para manejar «los tiempos y ritmos cinematográficos, pero, por sobre todo, se destaca por poseer la capacidad y el talento necesarios para exprimir de la mejor manera las posibilidades estéticas y narrativas que proporciona el guion,» ya que «logra hacer que cada imagen surja como la más adecuada al desarrollo de la trama.» Sobre el argumento dice que la cinta va dando indicios sobre la segunda parte de la narración, sin apenas avanzar nada importante en su primera parte. Es en la segunda parte donde surge la situación brutal y violenta que tiene como protagonista a una lámpara y que consigue que el espectador tenga «Esa sensación de "estar ahí viviendo ese momento"».
En la web Precríticas.com Romulo le otorga cuatro de cinco estrellas destacando el poco presupuesto de la película, llegando a decir que «"13 Tzameti" está hecha con cuatro duros.» Del director dice que parece dejarse «llevar por el ímpetu del principiante,» dejando de un lado cosas así como mostrando cosas que debería «haberse ahorrado,» cayendo así hasta un cierto punto en una reiteración «cargando las tintas del suspense en los mismos elementos una y otra vez,» como por ejemplo la lámpara o bombilla, sin embargo, Romulo afirma que el director «tiene el acierto de buscar otros encuadres, otros rostros, otras miradas» que hacen del mismo un «nombre a seguir», aunque aun así todo se vuelve algo predecible llegando incluso a una «línea de anticlímax descendente» llegando el final de la película.
En la misma web otra crítica de William Munny le da cuatro de cinco estrellas destacando también el poco presupuesto de la misma, y diciendo de ella que logra «agarrarnos al sillón como nunca,» y que constituye una «grata sorpresa con premios de propio merecimiento.» Llega a decir que aunque no es nada nuevo, consigue «contar alguna historia de manera diferente,» aunque el resultado haya sido una «película imperfectísima.» Sobre el director dice que «se ha convertido con esta película en una de las grandes promesas del cine europeo.»
La crítica en Rotten tomatoes le da una puntuación de 7/10 siendo que a un 84% de la crítica especializada les gustó la película, de 67 críticas contadas 59 son positivas, mientras que 11 son negativas.

### Público
En la página Filmaffinity los usuarios le dan un 6.8/10, mientras que en Imdb los usuarios la dan un 7.4/10. En cuanto a los usuarios de sitios de habla inglesa, en Rotten tomatoes le dan un 3.9/5,

## Premios y nominaciones
La película ha ganado varios premios y nominaciones; estuvo nominada a dos premios César al «mejor actor revelación» (George Babluani) y a la «mejor ópera prima». En los Premios del Cine Europeo fue ganadora del «Premio Fassbinder a la mejor película revelación». En el Festival Internacional de Cine de Venecia recibió el «Premio Luigi de Laurentiis» y fue nominado al «Premio Netpac». En el Festival de Sundance recibió el «Premio del Gran Jurado» en la categoría World Cinema - Drama. En el Festival de Cine de Sitges estuvo nominada a dos premios ganando el de mejor banda sonora original. En el Festival internacional de Tiflis ganó el «Premio Silver Prometeus al mejor mejor director». Finalmente, en el Festival internacional de cine de Transilvania ganó el premio por «mejor fotografía» y fue nominado al «Premio FIPRESCI».